# Comandanta Ramona
Dit overzicht is mogelijk incompleet; u kunt helpen door het uit te breiden.

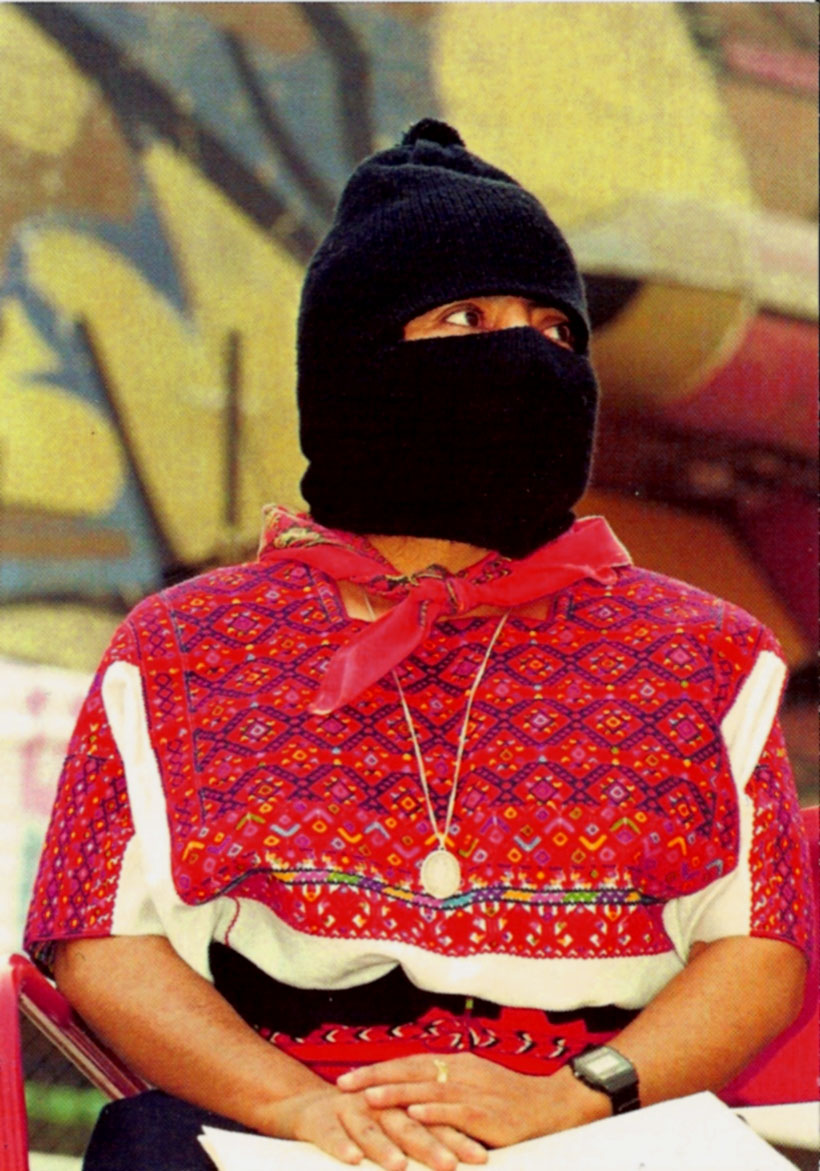
Comandanta Ramona

Comandanta Ramona (1959 – Tonalá, 6 januari 2006) was een leider binnen het Zapatistisch Nationaal Bevrijdingsleger (EZLN), een Mexicaanse guerrillabeweging.
Zoals bij de meeste zapatistas het geval is, is over haar afkomst weinig bekend, behalve dat ze een Tzotzilindiaan was en geboren rond 1960. Ze opende in februari 1994 de vredesonderhandelingen met de Mexicaanse regering. Ook was ze namens het EZLN actief voor vrouwenrechten.
Ze overleed op 6 januari 2006 aan een nierziekte waaraan ze al jaren leed. De andere campagne, een tour door Mexico die de zapatistas op dat moment ondernamen werd naar aanleiding van haar dood onderbroken.
- Library of Congress Control Number: no2007013985
- Virtual International Authority File: 26834397
- WorldCat: E39PBJh8Kt9Gc7GtDbkJX6FdwC